# ألونيا (بيريا)
ألونيا (Αλώνια) هي مدينة في بيريا في مقاطعة فوريا إلادا في اليونان.
يبلغ عدد سكانها حوالي 559   نسمة.